# Polikarp (Radkiewicz)
Polikarp, imię świeckie Fieodosij Iwanowicz Radkiewicz (ur. 3 sierpnia?/14 sierpnia 1798 w Kamieńcu Podolskim, zm. 10 sierpnia?/22 sierpnia 1867 w Orle) – rosyjski biskup prawosławny.

## Życiorys
Ukończył seminarium duchowne w Kamieńcu Podolskim, po czym jako jego najlepszy absolwent uzyskał prawo do nauki w Kijowskiej Akademii Duchownej na koszt państwa. Akademię ukończył w 1823 ze stopniem kandydata nauk teologicznych i został skierowany do pracy w charakterze inspektora seminarium duchownego w Krzemieńcu. Postrzyżyny mnisze Fieodosija Radkiewicza odbyły się 23 lutego 1824. 18 stycznia roku następnego został wyświęcony na hierodiakona, zaś 21 listopada – na hieromnicha.
W 1826 objął stanowisko inspektora seminarium duchownego w Orle. Dwa lata później uzyskał stopień magistra teologii. W 1829 został rektorem seminarium duchownego w Mohylewie, a następnie także przełożonym monasteru Objawienia Pańskiego w Mohylewie i jego filii w Bujniczach, z godnością archimandryty. Po siedmiu latach został przeniesiony na analogiczne stanowisko w seminarium duchownym w Smoleńsku; był także przełożonym monasteru św. Abrahamiusza Smoleńskiego.
W latach 1843–1850 był kapelanem cerkwi przy ambasadzie rosyjskiej w Atenach. Między marcem a listopadem kierował jako przełożony monasterem Zwiastowania w Niżynie, a następnie do października 1852 – skitem Zaśnięcia Matki Bożej w Bachczysaraju. Od 1852 do 1953 był przełożonym monasteru św. Jerzego w Bałakławie.
5 lipca 1853 miała miejsce jego chirotonia na biskupa odeskiego, wikariusza eparchii chersońskiej (faktycznie z rezydencją w Chersoniu). Między marcem a września 1857 kierował rosyjską misją w Jerozolimie. W 1858 objął katedrę orłowską i pozostał na niej do śmierci w 1867. Został pochowany w cerkwi Zaśnięcia Matki Bożej przy domu biskupim w Orle.